# Hillel J. Kieval
Hillel Joseph Kieval ist ein US-amerikanischer Judaist und Hochschullehrer.

## Ausbildung
Kieval absolvierte seine weiterführende Ausbildung bis zur Promotion an der Harvard University in Cambridge, Vereinigte Staaten.
Er machte seinen Bachelor in Geschichte und Literatur 1973 und 1975 seinen Master in Geschichte. 1981 promovierte er über Judentum in Europa.

## Beruf
Von 1977 bis 1980 arbeitete er an der Harvard-Universität als Junior Fellow der Harvard Society of Fellows. Von 1980 bis 1987 war er Assistant Professor an den Abteilungen für Geschichte verschiedener Universitäten:
- von 1980 bis 1982 an der University of Washington[3]
- von 1982 bis 1985 an der Brandeis University und als Mitarbeiter des Tauber-Instituts für Studien über europäische Juden
- von 1985 bis 1987 an der University of Washington in Seattle.

Von 1987 bis 1997 war er dort Associate Professor und von 1997 bis 1998 Professor für Geschichte und Samuel-and-Althea-Stroum-Professor für Jüdische Studien.
Seit 1998 bekleidet Kieval eine Gloria-M.-Goldstein-Professur an der Washington University in St. Louis für Judaistik, Geschichte der Juden und Wissenschaft des Judentums.
Kieval nahm zahlreiche Gastprofessuren und wissenschaftliche Gastaufenthalte an Universitäten verschiedener Länder wahr, darunter Hebräische Universität Jerusalem, University of Pennsylvania, École des hautes études en sciences sociales in Paris, La Universidad Hebraica in Mexiko-Stadt, Universität Vilnius in Litauen, Karls-Universität in Prag.

## Ämter und Mitgliedschaften
Kieval wurde an das Institut für Geschichte und das Institut für Jüdische, Islamische und Nahoststudien berufen.
- von 1998 bis 2004 war er Direktor des Programms für Jüdische, Islamische und Nahoststudien
- von 2004 bis 2009 leitete er die Abteilung für Geschichte
- von 2011 bis 2012 war er Direktor des Graduiertenstudiums für Jüdische, Islamische und Nahoststudien
- von 2012 bis 2015 und von 2018 bis 2020 leitete er die Abteilung für Jüdische, Islamische und Nahoststudien.[2]

Kieval arbeitet als Mitherausgeber, Redakteur und Berater bei verschiedenen Zeitschriften und anderen Publikationen, darunter The Journal of the Association for Jewish Studies, YIVO Encyclopedia of Jews in Eastern Europe, Contemporary Jewry, The Posen Library of Jewish Culture and Civilization.
Kieval ist Mitglied verschiedener wissenschaftlicher Organisationen, darunter: der American Historical Association, der Association for Jewish Studies, der Association for Slavic, East European, and Eurasian Studies, der Czech and Slovak History Association, der Historical Society of Israel, des Leo Baeck Instituts und der World Union of Jewish Studies.

## Forschungsinteressen und Lehrtätigkeit
Kieval forscht zur Geschichte der Juden in Osteuropa, speziell in Böhmen, seit dem 18. Jahrhundert. Er forscht über Antisemitismus und Holocaust, über jüdische Akkulturation und Integration, über Auswirkungen von Nationalismus und ethnischen Konflikten auf moderne jüdische Identitäten, über interkulturelle Konflikte und Missverständnisse und über Theorien der jüdischen Staatsbürgerschaft. Außerdem untersucht er die Phänomenologie der "Ritualmord"-Prozesse um die Wende des 20. Jahrhunderts. Er beschäftigt sich auch mit dem Vergleich von Antisemitismus und Islamophobie. Kieval hält Vorlesungen und Seminare zu den folgenden Themenbereichen:
Jüdische Geschichte (Mittelalter, Frühe Neuzeit, Neuzeit):
- Einführung in die jüdische Zivilisation: Geschichte und Identität
- Kreuzzug, Konflikt und Koexistenz: Juden im christlichen Europa
- „Modern“ werden: Emanzipation, Antisemitismus und Nationalismus in der modernen jüdischen Geschichte
- Raus aus dem Schtetl: Jüdisches Leben in Mittel- und Osteuropa im 19. und 20. Jahrhundert
- Der Holocaust: Geschichte und Erinnerung
- Ein getrenntes Volk? Jüdische Identität im Zeitalter des Nationalismus
- Die „Judenfrage“: Emanzipation, Antisemitismus und jüdisch-christliche Auseinandersetzung in Europa

Europäische und vergleichende Kulturgeschichte:
- Antisemitismus und Islamophobie: Eine vergleichende Perspektive
- Wien, Prag, Budapest: Politik, Kultur und Identität in Mitteleuropa
- Blut und konsekrierte Hostien: Anklagen wegen Ritualmord und Hostienschändung vom Mittelalter bis zum modernen Europa
- Diaspora in jüdischer und islamischer Erfahrung
- Geschichte und Erinnerung in der europäischen Vergangenheit
- „Habsburger“ Mitteleuropa
- Vergleichende Ethnizität und Nationalismus[2]

Außerdem lehrt Kieval im Rahmen des Programms Russian Language and Literature Minor.
Viele seiner zahlreichen Publikationen veröffentlichte Kieval zusammen mit der tschechischen Historikerin und Hochschullehrerin Kateřina Čapková.

## Auszeichnungen
Für seinen Beitrag zur Geschichte der Juden in Osteuropa und seine Unterstützung jüdischer Studien in der Tschechischen Republik wurde Kieval 2022 die Silbermedaille der Karls-Universität Prag verliehen.

## Bücher
- Blood Inscriptions: Science, Modernity, and Ritual Murder at Europe's Fin de Siècle (Jewish Culture and Contexts), University of Pennsylvania Press, 2022, ISBN 978-0812253764
- Prague and Beyond: Jews in the Bohemian Lands (Jewish Culture and Contexts), zusammen mit Kateřina Čapková, University of Pennsylvania Press, 2021, ISBN 978-0812253115
- Zwischen Prag und Nikolsburg. Jüdisches Leben in den böhmischen Ländern, zusammen mit Kateřina Čapková, Veröffentlichungen des Collegium Carolinum, Bd. 140, Vandenhoeck & Ruprecht, Göttingen 2020, ISBN 978-3-525-36427-7
- Languages of Community: The Jewish Experience in the Czech Lands, University of California Press, 2000, ISBN 978-0520214101
- The Making of Czech Jewry: National Conflict and Jewish Society in Bohemia, 1870–1918 (Studies in Jewish History), Oxford University Press, 1988, ISBN 978-0195040579

### YouTube-Vorträge
- Shmuel Hugo Bergmann from Prague to Jerusalem: Continuities and Ruptures - Hillel J. Kieval, 2021
- "Modernity, Science, and Ritual Murder: Toward a Phenomenology of 'Modern' Ritual Murder Trials.", Hillel Kieval, Washington University in St. Louis, 2017